# Saggio GUS

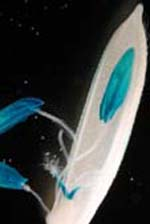
Antere e stiletto di riso mostranti espressione della beta-glucuronidasi tramite il saggio GUS

Il saggio GUS (saggio di attività beta-glucuronidasica) è una tecnica di biologia molecolare utile per l'analisi dell'attività di un promotore. È particolarmente utile e diffusa in biologia molecolare vegetale.

## Scopo
Lo scopo di questa tecnica è l'analisi dell'attività di un promotore in termini di espressione di un gene sottoposto al promotore in analisi. L'analisi può essere di tipo quantitativo (saggi spettrofotometrici o fluorimetrici) o prevedere la localizzazione dell'attività tramite colorazione differenziale in differenti tessuti.
La tecnica è basata sull'enzima di Escherichia coli beta-glucuronidasi; questo enzima, fornito di specifici substrati incolori e non fluorescenti (non endogeni), è in grado di renderli colorati o fluorescenti, dunque visibili all'operatore.

## Substrati

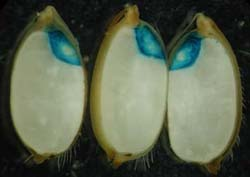
Embrione di riso colorato con il metodo GUS

Esistono diversi glucuronidi che possono essere usati come substrato della reazione enzimatica. Per la colorazione istochimica viene utilizzato prevalentemente il 5-bromo-4-cloro-3-indolil glucuronide (X-Gluc), per i saggi quantitativi il p-nitrofenil β-D-glucuronide (saggi spettrofotometrici) e il 4-metilumbelliferil-beta-D-glucuronide (saggi fluorimetrici).

## Storia
Il saggio GUS è stato ideato e sviluppato da Richard Anthony Jefferson nella sua tesi di dottorato all'Università del Colorado. In seguito Jefferson, al Plant Breeding Institute di Cambridge adattò la tecnica per l'applicazione con materiale vegetale . Da allora migliaia di laboratori nel mondo hanno applicato il suo sistema, rendendo il saggio GUS la tecnica di biologia molecolare vegetale più diffusa al mondo, con oltre 6000 citazioni nella letteratura scientifica.

## Organismi di interesse

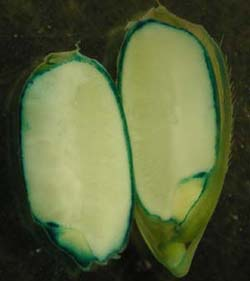
Membrana aleuronica del seme di riso mostrante espressione del gene GUSplus, proteina ingegnerizzata per migliorare alcune caratteristiche del sistema

Un organismo è adatto per il saggio GUS se non ha una propria attività beta-glucuronidasica o la propria attività risulta talmente bassa da rappresentare un disturbo accettabile. Per questa ragione il saggio non può essere utilizzato in quasi tutti i vertebrati e in molti molluschi. Nelle piante superiori, nei muschi, nelle alghe, nei funghi e in quasi tutti i batteri non c'è attività GUS endogena , per cui la tecnica può essere usata proficuamente.

## Altri sistemi reporter
Oltre al gene uidA per la beta-glucuronidasi, altri geni sono stati utilizzati come reporter per l'analisi dell'attività dei promotori. Altri sistemi in competizione con il GUS sono basati su, per esempio, luciferasi, GFP, beta-galattosidasi, cloramfenicolo acetiltransferasi e fosfatasi alcalina.

## Altri usi
Il saggio GUS non si limita allo studio del promotore e altre sue applicazioni sono apparse in seguito nella letteratura scientifica. Saggi GUS sono stati utilizzati per la determinazione dell'efficienza di trasformazione, giocando un ruolo essenziale nello sviluppo di piante transgeniche. Altri usi dei sistemi reporter in generale sono stati l'identificazione di trasformanti, la localizzazione intracellulare di un prodotto genico, l'analisi delle interazioni proteina-proteina e proteina-DNA e l'efficienza dei segnali di inizio traduzione.

## Brevetti
- (EN)  US5,268,463, United States Patent and Trademark Office, Stati Uniti d'America.
- (EN)  US5,432,081, United States Patent and Trademark Office, Stati Uniti d'America.
- (EN)  US5,599,670, United States Patent and Trademark Office, Stati Uniti d'America.